# 蚌
Pour les articles homonymes, voir Bèng.
Bèng est la transcription en hanyu pinyin du caractère chinois 蚌, signifiant palourde.
Son caractère Unicode est 868C.
Exemple d'utilisation : Bengbu est une ville chinoise.